# Solex (bromfiets)

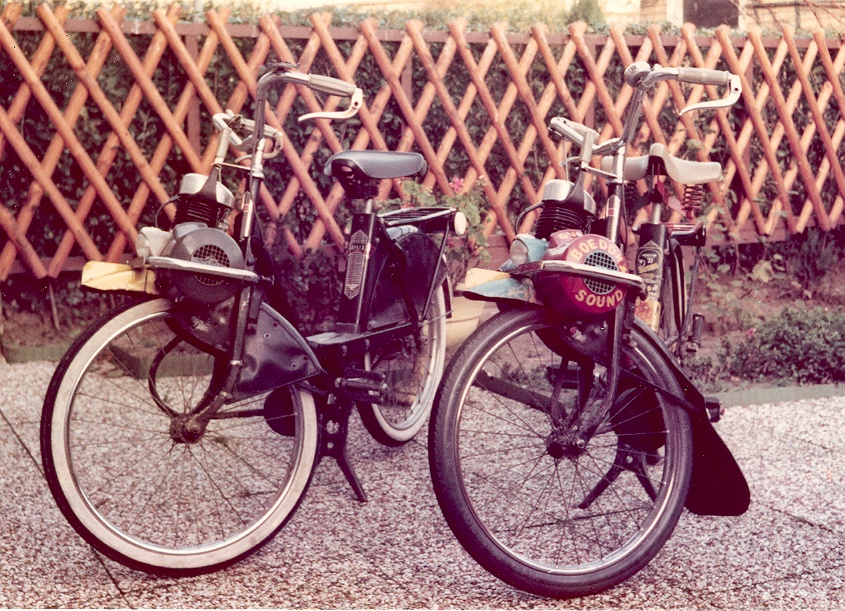
Twee Solexen: links in originele kleur, rechts een bont geschilderd exemplaar

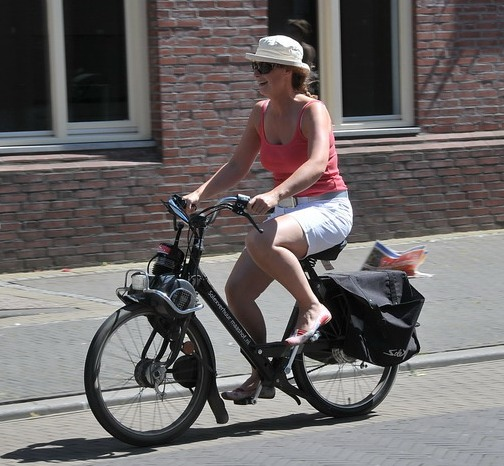
Vrouw op Solex, Den Haag, juli 2008

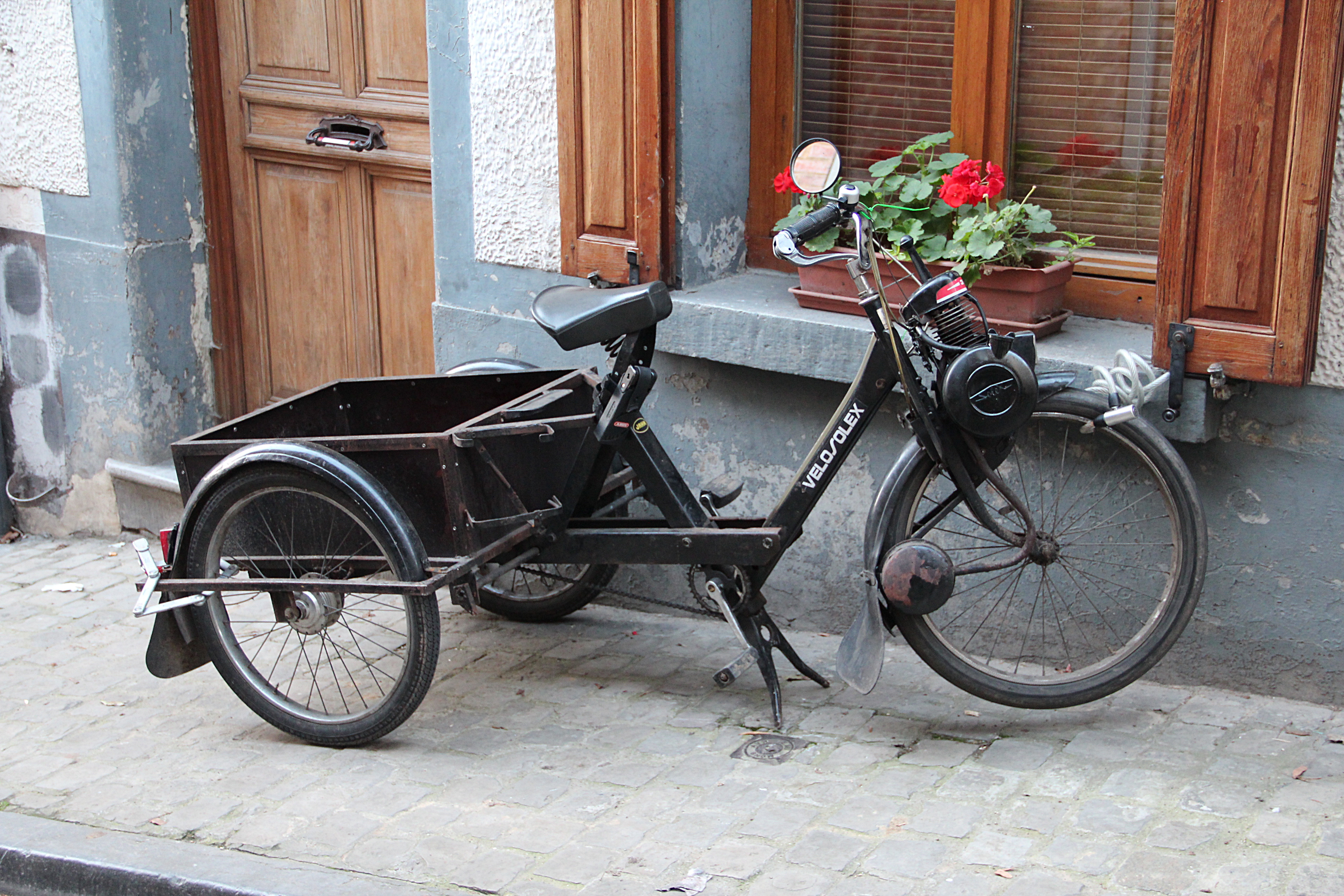
Driewieler VéloSolex, Bergen (België), november 2012

Animatie van de aandrijving

Solex was een Frans bedrijf dat vooral expertise had in de productie van carburateurs. Het bedrijf is daarnaast bekend geworden door de rijwielen met hulpmotor, die het tussen 1946 en 1988 produceerde onder de naam Vélosolex, in Nederland afgekort tot Solex. De volledige bedrijfsnaam was Vélosolex S.I.F.A.C., het was gevestigd te Courbevoie, aan de Seine bij Parijs.
Men begon in 1946 met de productie van 45 cc clip-on motoren en bromfietsen. Het bekendst werd een kleine bromfiets met een motorblokje dat via een wrijvingswiel het voorwiel aandrijft.

## Geschiedenis
In 1905 begonnen Maurice Goudard en Marcel Mennesson een fabriekje voor kleine motoronderdelen. In 1918 maakte men een fiets met een hulpmotor boven het achterwiel. Hierna was Solex vooral producent carburateurs voor automobielen. Omdat Marcel Menesson dacht dat er na de Tweede Wereldoorlog weinig vraag naar auto's zou zijn ontwikkelde hij een nieuw hulpmotortje dat boven het voorwiel van een fiets kon worden geplaatst. In 1941 werden dertig prototypes op bestaande fietsen gebouwd, in 1942 gevolgd door een voorserie van fietsen die al het later toegepaste zwanenhalsframe hadden. De officiële introductie vond in 1946 plaats. Hoewel het motorblokje in de loop der jaren werd verbeterd bleef het toch in principe gelijk aan het type 129 uit 1941.
Het bedrijf had verschillende eigenaren, waaronder Renault, Motobécane en Yamaha, die het in 1982 failliet gegane Motobécane in 1983 overnam en de naam in 1984 veranderde in MBK. In 1996 kocht een Franse importeur zestig procent van de aandelen en het merk verhuisde naar Hongarije. Het type 3800 uit 1966 wordt nog gebouwd in Hongarije (Cyclon) en China (Dong Tian). In 2005 werd bekendgemaakt dat het Franse bedrijf Mopex weer Solexen zou gaan maken. Het betrof de oude modellen, om juridische redenen onder de merknaam Black 'n Roll.

## Nederland
In Nederland werden Solex-bromfietsen van 1948 tot 1969 in licentie gebouwd door de productiemaatschappij Van der Heem NV, in de Eerste Nederlandse Autorijwielen Fabriek (ENAF) aan de Laakweg in Den Haag. Solex werd in Nederland verkocht door R.S. Stokvis & Zonen. Het rijwiel was populair bij ouderen en in de jaren 1960 vooral bij meisjes.
De Nederlandse exemplaren hebben dezelfde zwarte kleur als de Franse, maar er zijn ook groene Solexen geweest, de Solex Economy, die lager geprijsd was, en de Solex Ami in de kleur blauw.
In 2005 ontstond commotie in de Nederlandse Solexwereld vanwege het verplichte bromfietskenteken. Oude Solexen waren in oorsprong bromfietsen en mochten dus niet op het fietspad rijden. Doordat gebruik van het fietspad vaak oogluikend door de politie werd toegestaan was er eigenlijk geen echt probleem. Met het bromfietskenteken zou echter door de kleur van de kentekenplaat precies zichtbaar worden welke Solex een bromfiets en welke een snorfiets (en dus wel op het fietspad mocht rijden) was. Half februari 2006 werd bekend dat Solexen gebouwd voor 1974 tijdelijk kosteloos en zonder keuring omgezet konden worden naar snorfiets. Op het kenteken staat 'bromfiets', maar omdat dat ook vermeldt dat de maximale snelheid 25 km per uur is, is het toch een snorfiets.
Er zijn in Nederland nog maar weinig mensen die op een Solex rijden. Wel kwamen er begin 21e eeuw recreatiebedrijven die Solexen verhuurden voor het maken van toertochten, vaak als groepsactiviteit.

## België
In België wordt het Solex-rijwiel-met-hulpmotor verkocht onder de naam Velosoliz.